# 게오르크 하클
게오르크 하클(독일어: Georg Hackl, 독일어 발음: [ˈɡeː.ɔrk ˈhakl̩], 1966년 9월 9일~)은 독일의 루지 선수, 지도자이다. 올림픽에서 금메달 3개, 은메달 2개를 획득했으며 1992년, 1994년, 1998년 동계 올림픽 3회 연속으로 남자 1인승 금메달을 획득했다. 하클은 올림픽 외 여러 국제 대회에서 메달을 획득했다. 그는 세계 선수권 대회에서 금메달 10개, 은메달 10개, 동메달 2개를 획득했고 유럽 선수권 대회에서 금메달 7개, 은메달 4개, 동메달 1개를 획득했다. 또한 루지 월드컵 2회 연속(1989, 1990)으로 종합 우승을 차지했다.
하클은 1998년에 독일 올해의 스포츠 선수로 선정되었으며 2013년에 국제 루지 연맹 명예의 전당에 헌액되었다. 그는 현역 은퇴 후 루지 지도자로 활동했으며 독일 국가대표 루지 선수들을 가르쳤다. 이후 2022년부터 오스트리아 루지 국가대표팀의 지도자로 활동하고 있다.